# Zabé da Loca
Isabel Marques da Silva, mais conhecida como Zabé da Loca • OMC (Buíque, 12 de janeiro de 1924 - Monteiro, 5 de agosto de 2017) foi uma pifeira brasileira. Seu apelido se deriva do fato de ter vivido por mais de 25 anos em uma loca (ou gruta), fechada por duas paredes de taipa em um sítio nas proximidades de Monteiro, na Paraíba.

## Biografia
Isabel nasceu em Buíque, agreste de Pernambuco e teve uma infância difícil, pois dos quinze irmãos que teve, viu oito morrer de fome, doença e sede. Migrou do sertão pernambucano para a Paraíba ainda menina. Aprendeu a tocar o pífano com o irmão Aristides (do qual, já adulta nunca mais soube de seu paradeiro). Teve uma vida sofrida marcada por muito trabalho no cabo da enxada, casou se com Delmiro de quem mais tarde ficou viúva e com ele teve dois filhos. Com grande dificuldades financeiras, viu a casa em que vivia se desmoronar, Zabé e a família foram viver sob duas pedras na serra do Tungão, onde permaneceram vinte e cinco anos. Em 2003 passou a morar no Assentamento Santa Catarina no mesmo município de Monteiro.
Em 1997 foi descoberta pela Agência Ensaio, de João Pessoa, gravou o disco Da Idade da Pedra e começou a fazer shows fora do contexto rural. Zabé, em 2003 aos 79 anos de idade, também virou conhecida do programa Biblioteca Rurais Arca das Letras, do Ministério de Desenvolvimento Agrário, que de implantar e incentivar a leitura no campo, também identifica a potencialidade culturais das comunidades rurais. No mesmo ano gravou seu segundo CD, Canto do Semiárido, com composições próprias como "Balão", "Araçá cadê mamãe " e "Fulô de mamoeiro" e uma versão de Asa Branca de Luiz Gonzaga e Humberto Teixeira.[carece de fontes?]
Apresentou-se em 2004 no Fórum Cultural Mundial, ao lado de Hermeto Pascoal. Em 2007, gravou o CD Bom Todo, pelo selo Crioula Records, com a direção artística de Carlos Malta, lançado no ano seguinte no Sesc Pompeia, em São Paulo. Ainda em 2008, foi condecorada com a Ordem do Mérito Cultural, do Ministério da Cultura. Também foi eleita "Revelação da Música Brasileira", no Prêmio da Música Brasileira.
Em Monteiro (Paraíba) existe uma associação cultural que leva o seu nome (Associação Cultural Zabé da Loca).

## Morte
Zabé da Loca morreu em Monteiro, no estado da Paraíba, vítima de sua saúde fragilizada em decorrência do Alzheimer no dia 5 de agosto de 2017. Zabé foi velada na Associação Cultural Zabé da Loca, em seguida no Centro cultural de Monteiro e sendo sepultada no Cemitério Municipal da mesma cidade.

## Discografia
- (2002) Da idade da Pedra . CD
- (2008) Bom todo • Crioula Record • CD
- (2003) Zabé da Loca • MDA • CD [4]